# Бюст-паметник на Георги Раковски (Котел)
Бюст-паметникът на Георги Раковски в град Котел се намира на площад „Възраждане“ пред народното читалище „Съгласие – Напредък 1870“.
Георги Раковски умира в Букурещ през 1867 г., където е и погребан. Първоначално останките на войводата на българските легии са донесени в град в Русе и са погребани на 10 октомври 1867 г. – в гробищата „Щербан водъ“. Оттам от град Лом са пренесени в София и са положени на 2 април 1885 г. Там са съхранявани в храм „Света Неделя“ и едва през октомври 1942 г. са препогребани тържествено в храм „Св. св. Петър и Павел“ в Котел. Девет години по-рано – на 30 юли 1933 г., построен от признателното население на града е открит паметникът, дело на скулптора Иван Лазаров.
През 2021 г. в Котел е чествана двестагодишнината от рождението на считания за най-бележития котленски възрожденец, който е и патрон на града. На площада е открит негов барелеф, като тогава за пръв път е изпълнен химнът на Георги Раковски.